# اسکندیا (مینه‌سوتا)
اسکندیا، مینه‌سوتا (به انگلیسی: Scandia, Minnesota) یک شهر در ایالات متحده آمریکا است که در شهرستان واشینگتن واقع شده‌است.

## خصوصیات
اسکندیا ۱۰۳٫۱۳ کیلومترمربع مساحت و ۳٬۹۳۶ نفر جمعیت دارد و ۲۶۷ متر بالاتر از سطح دریا واقع شده‌است.